# Klášter křižovníků (Nymburk)
Klášter řádu rytířů strážců Božího hrobu v Jeruzalémě v Nymburce existoval v letech 1294-1413.

## Křižovníci s červeným křížem
V bezprostřední blízkosti města Nymburk (dříve litoměřická diecéze) získal řád roku 1294 tzv. Rohov, kde byl pak kostel sv. Jana Křtitele se špitálem a dvorem. Přišli sem křižovníci ze Zderazu. Křižovníkům patřil i ostrov na Labi a mlýn u zaniklých Zdebudic. Ale roku 1401 postoupili křižovníci k užívání ohněm zničenou kapli na Rohově knězi Benešovi z Valtínova spolu se dvorem. Již 23. května 1413 prodali pak křižovníci městu Nymburku veškerý svůj majetek v Rohově, kostel, špitál, dvůr a úroky z městských domů a odstěhovali se do Prahy.